# Јуда Макавеј
Јуда Макавеј (до 160. п. н. е.) је био јеврејски свештеник, који је од 166. п. н. е. до 160. п. н. е. био вођа Макабејског устанка против Селеукидскога царства. Сматра се једним од највећих ратника у јеврејској историји.

## Вођа Макавејске побуне
Јуда Макавеј је био син Мататије Асмонеја, јеврејскога свештеника из Модина. Мататија је 167. п. н. е. заједно са својим синовима Јудом Макавејем, Елезаром Авараном, Симоном Тасијем, Јованом Гадијем и Јонатаном Апфусом започео Макавејску побуну против селеукидскога краља Антиоха IV Епифана. Антиох је од 175. п. н. е. забранио Јеврејима да обављају своје верске обреде. Након Мататијине смрти 166. п. н. е. Јуда је преузео вођство побуне према последњој жељи свога оца. Према Првој књизи о Макавејима Јуда је поседовао значајан војни таленат. На почетку побуне Јуда је добио надимак Макавеј. Постоји неколико објашњења за тај надимак, а према једном од њих према арамејском то значи чекић или маљ. Јуда је у прве две године побуне био свестан селеукидске супериорности, па је спроводио стратегију избегавања сукоба са редовном војском и прибегавао је герилском ратовању. Та стратегија омогућила је Јуди да оствари низ победа над селеукидским снагама. У бици код Вади Харамије победио је мању селеукидску војску под командом Аполонија, управника Самарије. Аполоније је погинуо у бици, а Јуда је након тога као симбол освете користио Аполонијев мач све до своје смрти. Та победа привукла је у његове редове велики број присталица.

## Ране победе
Кратко након тога 166. п. н. е. Јуда је победио велику селеукидску војску под командом Сирона у бици код Веторона (Бет-Хорона). Победио је највише захваљујући погодном избору за њега погоднога бојишта. Када је Антиох IV Епифан кренуо у рат против Парта оставио је Лисију као регента да управља западним деловима царства. Лисија је на Јудеју послао селеукидску војску од 40.000 пешака и 7.000 коњаника под командом Горгије и Никанора. Горгија је намеравао да са својом коњицом нападне и уништи јеврејске снаге у логору, али Јуда Макавеј је успео да ноћним маршем избегне Горгију и да изведе изненадни напад на селеукидски логор. Јуда Макавеј их је победио у бици код Емауса 166. п. н. е. Селеукидска војска је након тога морала да се повуче до обале. Лисија је након пораза код Емауса био свестан да се мора припремити за озбиљнији и дужи рат. У складу са тим окупио је 165. п. н. е. нову и већу војску од 65.000 војника и кренуо је преко Идумеје са југа на Јудеју. Јуда Макавеј је поново успео да победи у бици, у којој је Лисија изгубио 5.000 војника. Након неколико година рата Јуда Макавеј је успео да ослободи готово целу територију Јерусалима, сем гарнизона у тврђави Акри. Ритуално је очистио оскрвнављени храм у Јерусалиму и 14. децембра 164. п. н. е. обновио је богослужење у храму. Поновно освећење храма представља јеврејски празник Хануку. Ослобађање Јерусалима представљало је први корак према независности.

## Јудини успешни походи
Када су околни грчки градови напали јеврејска насеља у Гилеади, Трансјорданији и Галилеји тада је Јуда Макавеј одмах послао помоћ. Свога брата Симона Тасија послао је у Галилеју на челу 3.000 људи. Симон Таси је успешно обавио задатак и остварио је бројне победе, а преселио је и много јеврејскога становништва у Јудеју. Јуда Макавеј је предводио поход у Трансјорданији, где му је помагао његов брат Јонатан Апфус. Након жестоке борбе победио је трансјорданска племена и спасао је Јевреје из утврђенога града Гилеада. Јевреје је евакуирао у Јудеју. Након окончања борби у Трансјорданији Јуда се окренуо против Едомита на југу, па је заузео и уништио Хеброн и Марешу. После тога запутио се на обалу Средоземнога мора, где је уништио кипове и олтаре посвећене паганским боговима у Ашоду и вратио се у Јудеју са много плена.

## Лисијина контраофанзива
Јуда Макавеј је онда опседао сиријски гарнизон у Акри, селеукидској тврђави у Јерусалиму. Међу опседнутима нису били само Сиријци, него и хеленизирани Јевреји. Они су се обратили за помоћ Лисији, који је 164. п. н. е. постао регент малолетнога Антиоха V Еупатора. Лисија је заједно са Антиохом V Еупатором кренуо у нови поход на Јудеју. Лисија је у Јудеју ушао са југа, па је онда опседао Бетсур. Јуда је дигао опсдаду Акре и кренуо је усусрет Лисије. Уследила је битка код Бетзахарије 162. пре н. е, у којој је победила селеукидска војска. Јуда Макавеј је био присиљен да се повуче у Јерусалим. Предао се и Бетсур, а Лисија је започео опсаду Јерусалима. Браниоци Јерусалима су се након исцрпљивања залиха нашли у веома тешкој ситуацији. Ситуација је била тим тежа, пошто се радило о сабатској години, када су се иначе поља остављала необрађена.

## Мировни споразум
Када је већ изгледало да је неминовна капитулација Јерусалима уследила је побуна Филипа, главнога заповедника војска Антиоха Епифана. Пошто је Филип претио заузимањем Антиохије и власти у Селеукидском царству Лисија је предложио мировни споразум, који је закључен крајем 163. п. н. е. Осим тога и Лисијина војска је окудевала за време опсаде. Према мировном споразуму
- поново је успостављена слобода вере
- Јеврејима је допуштено да живе по својим законима
- Јерусалимски храм је враћен Јеврејима.

Од тога тренутка почела је владавина Асмонеја, која је трајала 126 година. Лисија је успео да победи претендента Филипа, али на власт је дошао Деметрије I Сотер, који је убио Лисију и Антиоха V Еупатора. Деметрије је за главнога свештеника поставио Јакима, хеленизиранога Јеврејина, који је био пореклом из свештеничке обитељи.

## Унутрашњи сукоби
Када су спољни сукоби окончани, избили су унутрашњи. Дошло је до сукоба између Јуде Макавеја и његових присталица с једне стране и хеленистичких присталица. Утицај хеленистичке партије опао је уочи селеукидскога пораза. Смењен је и погубљен високи свештеник Менелај, заступник хелениста. Његов наследник био је други хелениста Алким, који је погубио 60 свештеника из супротнога табора. Због тога се Алким нашао у отвореном сукобу са Макавејцима, па је морао да бежи из Јерусалима. Побегао је код селеукидскога краља тражећи од њега помоћ.

## Победа над селеукидском војском
Деметрије I Сотер, син Селеука IV Филопатора побегао је из Рима и стигао у Сирију. Убио је Лисију и Антиоха V Еупатора и домогао се трона. Алким је стигао управо код Деметрија и жалио му се да у Јудеји прогањају хеленистичку странку, а Деметрије је онда у Јудеју послао војску на челу са Бахидом. Слабија јеврејска војска није се могла супротставити селеукидској војсци, па се повукла у Јерусалим. Јуда Макавејац се поново ослонио на герилски рат. Због метежа у Сирији селеукидска војска је била присиљена да се врати у Антиохију. Јудине снаге вратиле су се у Јерусалим, а Деметрије је послао нову војску на челу са Никанором. Селеукидска војска је доживела тежак пораз у бици код Адасе 161. п. н. е. Никанор је погинуо у тој бици.

## Погибија Јуде Макавеја
Јуда Макавеј је склопио споразум са Римском републиком 161. п. н. е. Био је то први забележени контакт Јевреја са Римском републиком. Деметрије је на вести о поразу Никанорове војске послао нову војску под командом Бахида. Била је то огромна војна експедиција од 20.000 војника, па су Јудини помоћници саветовали Јуду да се не упушта у битку са бројчано много надмоћнијим противником, него да чека повољну прилику. Ипак Јуда је одлучио да сачека непријатељску војску. У бици код Еласе 160. п. н. е. селеукидска војска је победила, а Јуда Макавејац је погинуо. Јудина смрт потакла је Јевреје да обнове побуну. Макавејску побуну наставила су Јудина браћа Јонатан и Симон.